# Блаженик
Блаже́ник — село в Україні, у Турійській селищній громаді Ковельського району Волинської області. Населення становить 148 осіб.

## Географія
Через село протікає річка Турія, права притока Прип'яті.
На заході села знаходиться лісовий заказник місцевого значення «Мокрецький».

## Історія
Вже у середині XV століття у селі існував православний Миколаївський монастир. "Манастыр, называємый Блаженик"   був дідичством (тобто спадковим володінням) луцького старости Немирі Резановича, предка князя Юрія Михайловича Чорторийського.
У 1498 і 1547 році монастир згадується у різних документах, зокрема у заповіті князя Федора Андрійовича Сангушка. Ймовірно, що монастир припинив своє існування у 50-60-х р.р. XVI століття. Занепад обителі був ймовірно зв'язаний з передачею у заставу і продажем с.Блаженик мазовецькому шляхтичу Миколаєві Лисаковському.
У 1595 році село перейшло у власність синові Миколая Станіславу Лисаковському.
У 1609 році князь Ян Курцевич продає село Фрідріхові Подгороденському, 
У 1610 році князь Ю.Чорторийський позивався до суду з приводу повернення йому майна, в т.ч. монастира Блаженик (на той час вже не існуючого), переданого колись у заставу і потім проданого.
У 1625 році дружина Подгороденського передає село у заставу князю Петрові Козеці.
у к.ХІХ ст. у Миколаївській церкві с.Блаженик зберігалася чудотворна ікона св.Миколая, яку, за переказами, перенесли з місцевої обителі, тобто з давнього монастиря.
У 1906 році село Вербської волості Володимир-Волинського повіту Волинської губернії. Відстань від повітового міста 15  верст, від волості 6. Дворів 25, мешканців 101.
12 червня 2020 року, відповідно до розпорядження Кабінету Міністрів України № 708-р «Про визначення адміністративних центрів та затвердження територій територіальних громад Волинської області», увійшло до складу Турійської селищної територіальної громади.
19 липня 2020 року, в результаті адміністративно-територіальної реформи та ліквідації  Турійського району, село увійшло до новоутвореного Ковельського району. 

## Населення
Згідно з переписом УРСР 1989 року чисельність наявного населення села становила 147 осіб, з яких 63 чоловіки та 84 жінки.
За переписом населення України 2001 року в селі мешкало 148 осіб.

### Мова
Розподіл населення за рідною мовою за даними перепису 2001 року:
| Мова       | Відсоток |
| ---------- | -------- |
| українська | 99,32 %  |
| російська  | 0,68 %   |

## Галерея

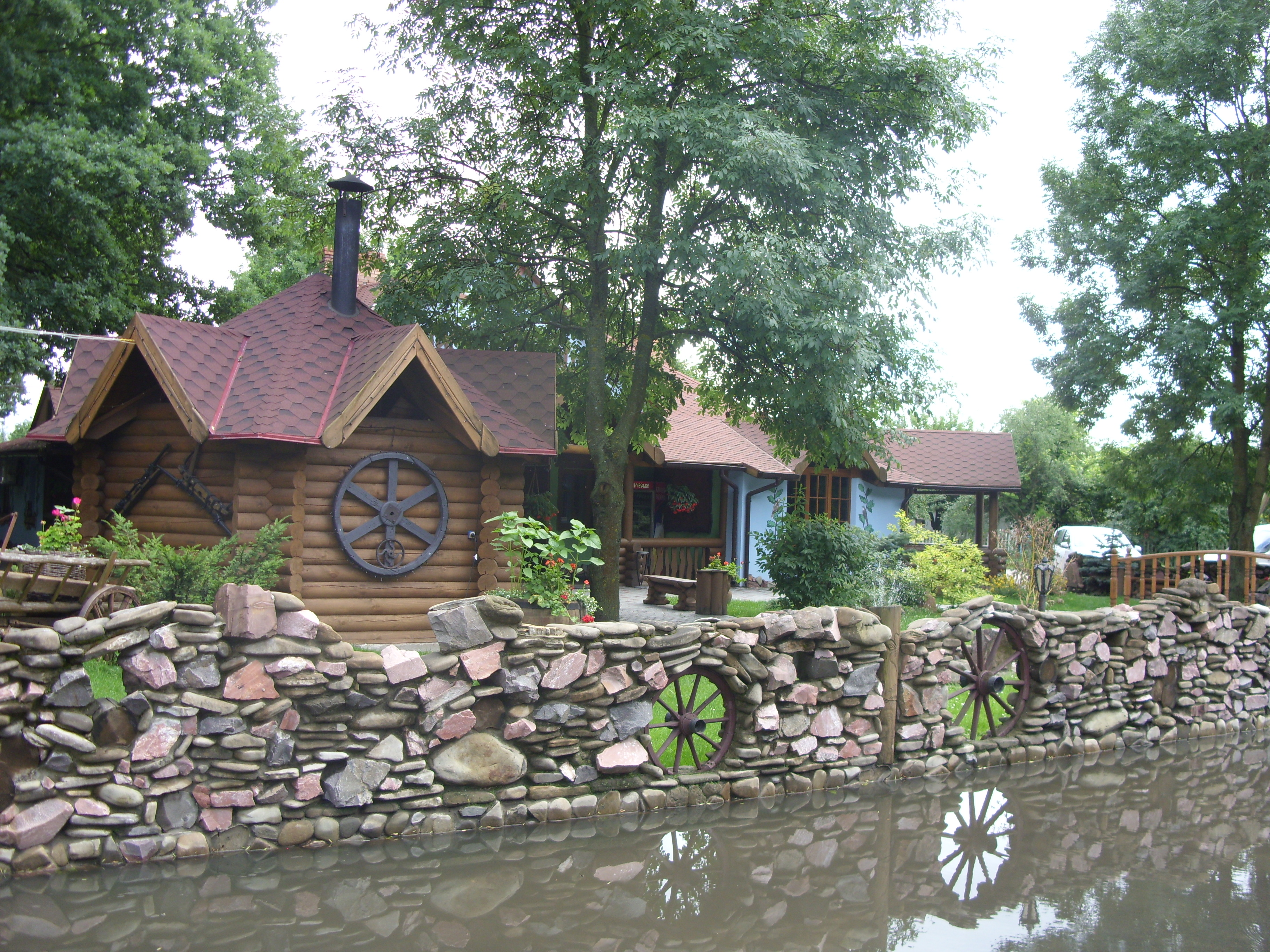
Ресторанно-мотельний комплекс «Турійське подвір’я» у 2011 році
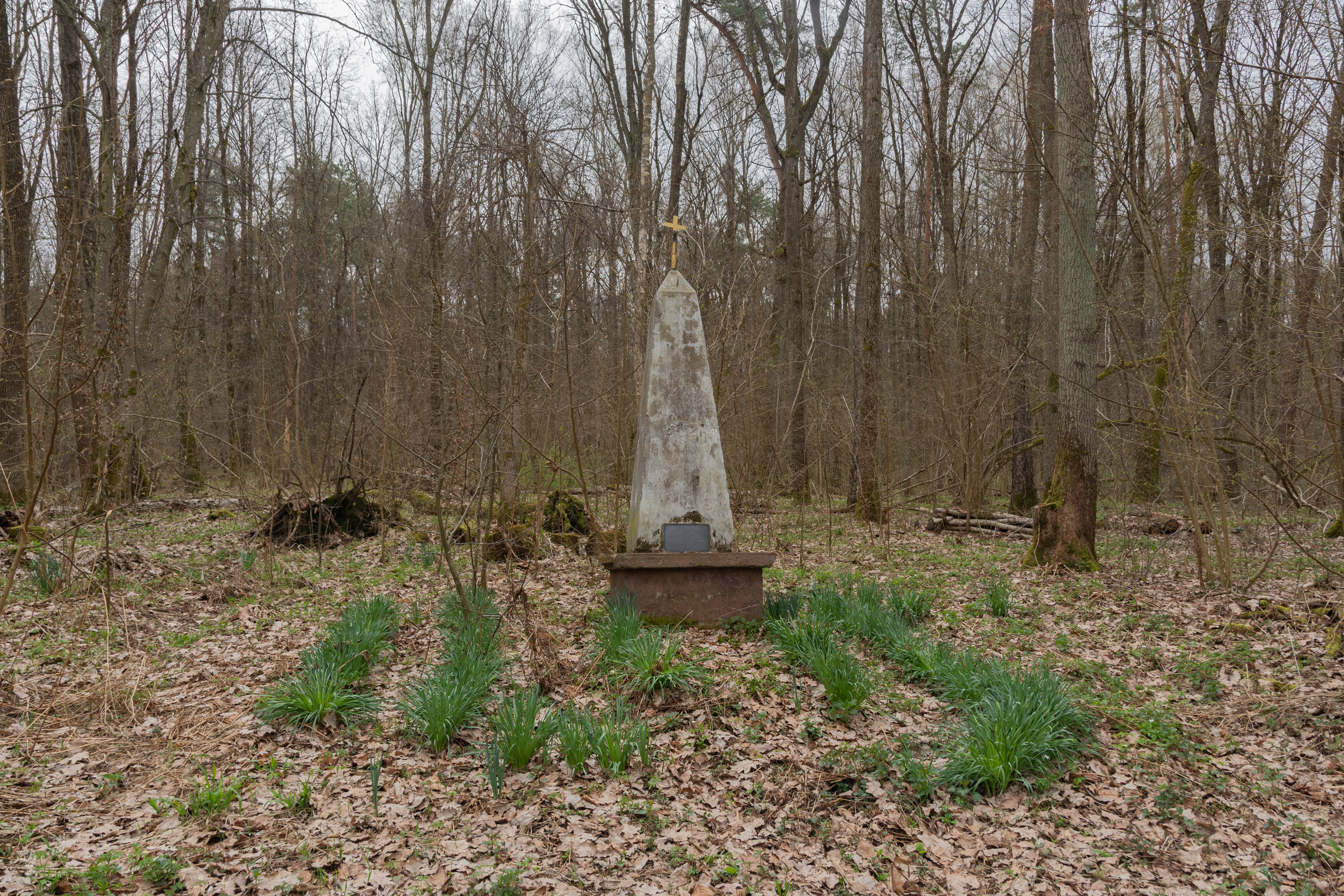
Могила братська радянських воїнів 120 стрілецького полку
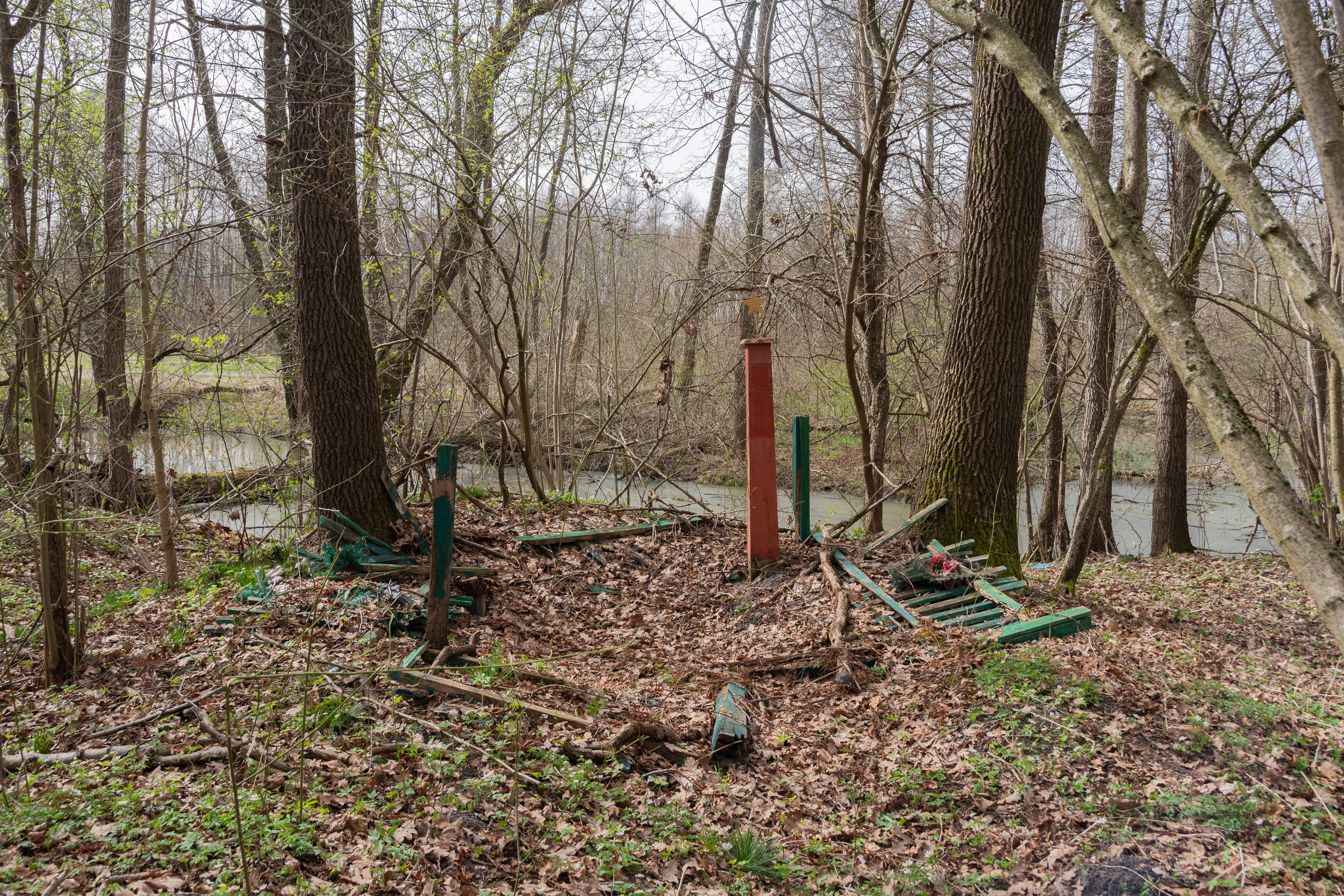
Пам'ятний знак на увічнення бою радянських партизан з німецькими військами за міст через р. Турія
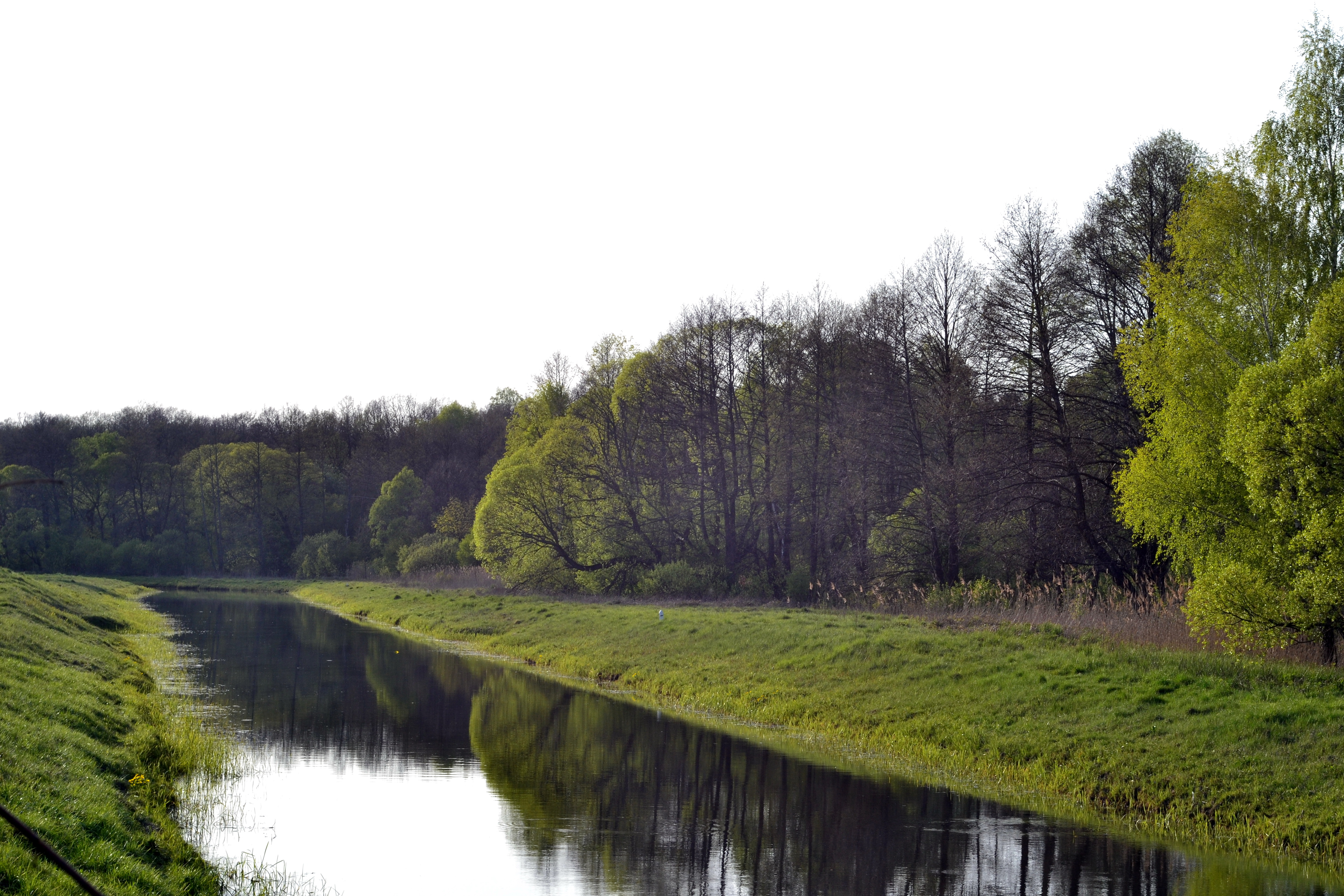
Мокрецький заказник - з моста через р. Турія
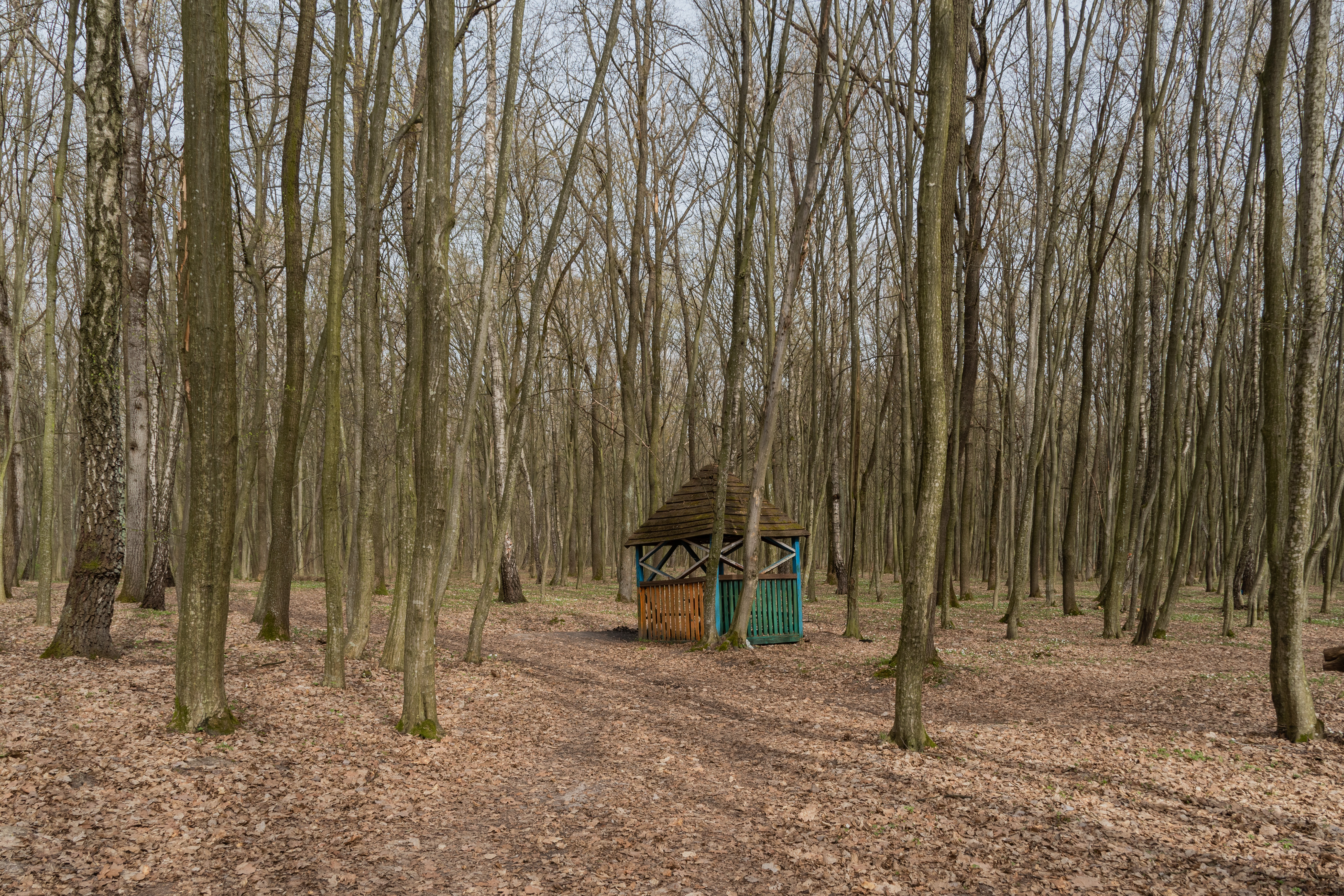
Мокрецький заказник - вигляд у південно-східній частині